# Maria Antònia Oliver
Pour les articles homonymes, voir Oliver.
Œuvres principales
- Série Détective Lonia Guiu

Maria Antònia Oliver i Cabrer, dite Maria Antònia Oliver, née le 4 décembre 1946 à Manacor aux Îles Baléares et morte le 10 février 2022 à Sencelles (Îles Baléares), est une romancière, nouvelliste, dramaturge et traductrice espagnole de langue catalane. 
Elle est surtout connue pour ses romans et nouvelles, dont plusieurs romans policiers, mais également pour ses traductions en castillan et en catalan de Herman Melville, Mark Twain, Robert Louis Stevenson, Anton Tchekhov, Italo Calvino et Virginia Woolf notamment.

## Biographie
Bénéficiant de la riche bibliothèque familiale, Maria Antònia Oliver est très jeune attirée par la littérature, d'abord comme lectrice avant qu'elle ne se prête timidement à l'écriture de poèmes et de brefs récits. Pendant ses études au lycée, elle s'intéresse à la politique, commence à fumer et devint une jeune fille rebelle. Elle découvre sa véritable vocation quand elle suit un cours de catalan. Elle travaille un temps comme hôtesse de l'air à l'aéroport de Palma, puis dans une agence de détectives.
À 23 ans, elle se lance dans l'écriture de fiction en catalan avec l'écrivain Lorenzo Villalonga (1898-1980). Elle rencontre l'écrivain Jaume Fuster (1945-1998) qu'elle épouse en 1969, année où elle quitte son île natale pour s'installer à Barcelone. Elle publie l'année suivante son premier roman Cròniques d'un mig estiu (Chroniques du mitan de l'été). « Féministe redoutée », elle est présente au sein des mouvements littéraires les plus avant-gardistes de son époque et appartient à la génération littéraire des années 1970. Bien qu'elle ne cessera jamais de maintenir le contact avec sa Majorque natale, elle publie la plupart de ses ouvrages à Barcelone. 
Elle se consacre bientôt à la traduction et donne une traduction de Moby Dick de l'écrivain américain Herman Melville, qui remporte le Prix de littérature Generalitat de Catalogne 1985 et assoit sa réputation en ce domaine. En parallèle, elle rédige des scénarios de séries télévisées et pour le cinéma.
En 1983, elle écrit publie sous le pseudonyme collectif Ofelia Dracs un recueil de nouvelles pour lequel elle rédige la nouvelle Negra i consentida où apparaît pour la première fois (Apo)Lonia Guiu, la première femme détective privée de la littérature policière catalane. L'héroïne revient, avec son associé Quim,  dans une trilogie qui remporte un grand succès en Espagne et est traduite en France dans la collection Série noire. Étude en violet (Estudi en lila, 1985) raconte une enquête dans le milieu du trafic d'objets d'art doublée de l'active recherche d'une jeune fugueuse de 15 ans qui met en lumière le machisme de la société espagnole.  Dans Antipodes (Antípodes, 1988), Lonia Guiu, bien qu'en vacances en Australie, tente d'arracher une étudiante d'un réseau de prostitution. Enfin, dans Un, deux, trois sol... (El sol que fa l'ànec, 1994), la détective est aux prises avec une délicate affaire de pédophilie.
Après la mort de son mari, Maria Antònia Oliver s'impose un long silence brisé en 2000 par la publication du roman Tallats de lluna.
En 2016, elle est récompensée du prix d'honneur des lettres catalanes.

## Œuvre

### Romans

#### Série policièreDétective Lonia Guiu
1. Étude en violet, Gallimard, coll. « Série noire » no 2495, 1998 ((ca) Estudi en lila, 1985), trad. Bernard Lesfargues
2. Antipodes, Gallimard, coll. « Série noire » no 2496, 1998 ((ca) Antípodes, 1988), trad. Anne-Marie Meunier
3. Un, deux, trois sol..., Gallimard, coll. « Série noire » no 2686, 2003 ((ca) El sol que fa l'ànec, 1994), trad. Mathilde Bensoussan

#### Autres romans
- (ca) Cròniques d'un mig estiu, 1970
- (ca) Cròniques de la molt anomenada ciutat de Montcarrà, 1972
- (ca) El vaixell d'Iràs i no Tornaràs, 1976
- (ca) Punt d'arròs, 1979
- (ca) Crineres de foc, 1985
- (ca) Joana E., 1992
- (ca) Amor de cans, 1995
- (ca) Tallats de lluna, 2000

### Recueils de nouvelles
- (ca) Coordenades espai-temps per guardar-hi les ensaïmades, 1975
- (ca) Figues d'un altre paner, 1979
- (ca) El Pacaticú, 1988
- (ca) Tríptics, 1989
- (ca) L'illa i la dona. Trenta-cinc anys de contes, 2003, anthologie
- (ca) Colors de mar, 2007
- (ca) Lovecraft, Lovecraft, 1981, nouvelles d'horreur
- (ca) Essa Efa. recull de contes intergalàctics, 1985, nouvelles de science-fiction
- (ca) Boccato di cardinali, 1985, nouvelles gastronomiques
- (ca) Misteri de reina, 1994, nouvelles policières
- (ca) Dones soles: 14 contes, 1995, anthologie

### Nouvelle isolée
- (ca) Negra i consentida, 1983, nouvelle policière mettant en vedette Lònia Guiu.

### Littérature d'enfance et de jeunesse
- (ca) Margalida perla fina, 1985.

### Théâtre
- (ca) Negroni de ginebra, 1991
- (ca) La dida, 1996, adaptation théâtrale d'un récit de Salvador Galmés.